# Josef von Arimathäa

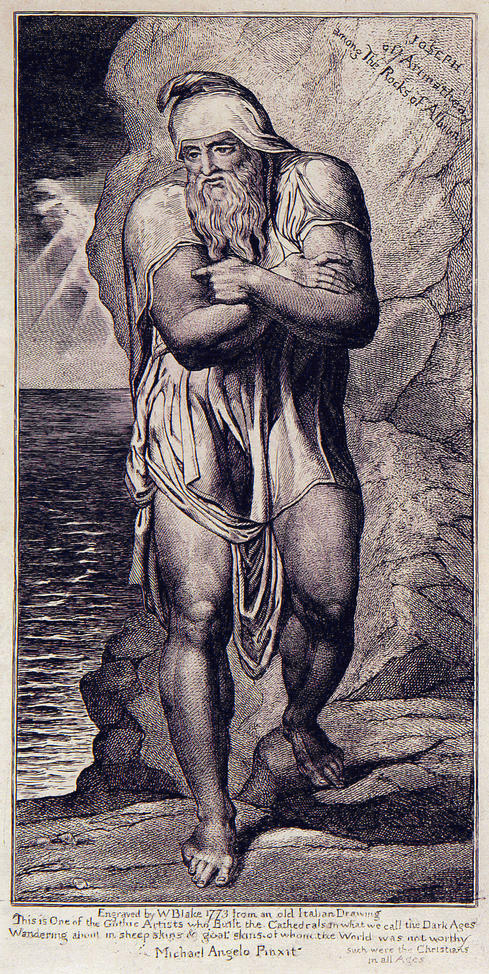
Stich William Blakes mit dem Titel Joseph of Arimathea Among the Rocks of Albion

Josef von Arimathäa oder Joseph von Arimathia war, nach allen vier kanonischen Evangelien, ein reicher Jude in Jerusalem, möglicherweise Mitglied des Sanhedrins und Anhänger des Jesus von Nazareth. Dieser soll nach seiner Kreuzigung in dem für Josef bestimmten Grab beigesetzt worden sein. Legenden und das apokryphe Nikodemusevangelium bringen Josef auch mit dem Gral in Verbindung. Arimathäa ist der gräzisierte Name seines Herkunftsorts Ramathaim. Andere lesen den Namen als Josef der Arimathäer (mit Berufsangabe), auf altaramäisch als „der, der nach den Toten kommt“ (und aufräumt).
Weitere bekannte Namensformen sind:
- Joseph d’Abarimacie/Abarmacie im Perlesvaus
- Joseph von Armathia bei Johannis Glastoniensis
- Joseph de Berimathie bei Robert de Boron

## Leben

### Nach biblischen Quellen
Josef wurde zum Jünger des Jesus von Nazareth, hielt dies aber aus Furcht vor seinen Mitbürgern geheim (Joh 19,38 ). Nach der Kreuzigung bat er den römischen Statthalter Pontius Pilatus um den Körper Jesu, um ihn in das für ihn selbst bestimmte Felsengrab zu legen (Mt 27,57–60 ; Mk 15,43–46 ; Lk 23,50–54 ; Joh 19,38–42 ), das in der Nähe der Kreuzigungsstätte Golgota lag. Dort wurde Jesus beigesetzt, und dort soll er laut Bibel am dritten Tag wieder von den Toten auferstanden sein.
Der Überlieferung zufolge befindet sich das Grab, das Josef von Arimathäa Jesus überließ, in der westlichen Apsis der Rotunde der Jerusalemer Grabeskirche.

### Nach anderen Überlieferungen
Nach einer Legende sammelte Josef von Arimathäa bei der Kreuzigung das Blut Christi in einem Kelch. Das Blut stammte aus der Seitenwunde, die der römische Hauptmann Longinus Jesus mit der Heiligen Lanze zugefügt hatte. Dazu verwendete Josef den Kelch vom letzten Abendmahl.
Die apokryphen Acta Pilati (5. Jahrhundert) schreiben die Geschichte des Josef von Arimathäa fort. Als der Leichnam Jesu nach der Auferstehung aus dem Grab verschwunden war, wurde Josef von Arimathäa verhaftet, des Raubes des Leichnams beschuldigt und zu 40 Jahren Gefängnis verurteilt. Im Kerker erschien ihm Christus, übergab ihm den Kelch des Abendmahls und bestimmte ihn zu dessen Hüter. Josef soll nur wegen der Kraft des Kelches den Kerker überlebt haben. Jeden Tag kam eine Taube und legte ein Stück Brot darauf.
Nach seiner Entlassung aus dem Gefängnis soll der greise Josef seiner Heimat den Rücken gekehrt haben. Danach sollen er oder sein Schwager Bron mit seinem Sohn Alan den Gral nach England gebracht und dort eine Kapelle in Glastonbury in Somerset errichtet haben. Diese brannte 1184 ab und wurde durch die Abtei von Glastonbury ersetzt. Heinrich VIII. zerstörte diese Abtei im Jahre 1539.
Die Gralslegende berichtet außerdem, dass Josef von Arimathäa bei seiner Ankunft in Glastonbury seinen Wanderstab in die Erde gesteckt habe. Dieser trieb aus und wuchs zu einem Dornbusch heran. Jahrhundertelang soll dieser in der kleinen Kirche zweimal im Jahr, zur Weihnachts- und zur Osterzeit, geblüht haben. Traditionell wird der Glastonbury Thorn als aus dem Stab des heiligen Josef von Arimathäa gewachsener Dornbusch angesehen. Dass der Busch zweimal im Jahr blüht, ist für Weißdornbüsche sehr ungewöhnlich.
Nach einer anderen Legende soll Josef den Gral am Fuße des Glastonbury Tor vergraben haben. An dieser Stelle sei die Quelle Chalice Well („Quelle des Kelches“) entstanden; die rötliche Farbe des Wassers wird mit dem Blut Christi in Verbindung gebracht. Der Kelch wurde in zahlreichen Legenden als Heiliger Gral zum Gegenstand der Suche vieler Ritter. In einer dieser Überlieferungen ist es Galahad vergönnt, den Gral zu schauen, den ihm in einer Vision der heilige Josef von Arimathäa überreichte.
Laut Robert de Boron soll Josefs Schwester Veronica („mulier Veronica“) die Mutter des Fischerkönigs Anfortas gewesen sein.

## Verehrung und Rezeption

### Gedenktag
- katholisch: 31. August
- evangelisch: 31. Juli (Lutheran Church – Missouri Synod)
- orthodox: 31. Juli, dritter Sonntag der Osterzeit (Sonntag der Myrrheträger)
- armenisch: 25. Oktober, 9. April; liturgische Feier am 6. Montag nach dem Kreuzerhöhungssonntag; 16. Oktober (Übertragung der Reliquien von Akko/Ptolemais nach Jerusalem)

### Ikonographie und Bildende Kunst

Rogier van der Weyden, Kreuzabnahme, Madrid, Museo del Prado; in der Mitte ist Josef von Arimathäa dargestellt, wie er den Leichnam Jesu hält

Die Kreuzabnahme, von der die Evangelien nur sehr knapp berichten, ist innerhalb der Bildenden Kunst immer wieder dargestellt worden. Schon die frühe mittelalterliche Buchmalerei kennt viele Beispiele. Oft wird auf diesen Darstellungen gezeigt, wie Josef von Arimathia den Körper Christi auffängt. Häufig ist eine Dreifigurenkomposition aus Christus, Josef von Arimathia und Nikodemus. Byzantinische Tafelbilder zeigen auch Maria und den Apostel Johannes in dieser Szene. Eine der beeindruckendsten Darstellungen einer Kreuzabnahme ist die von Rogier van der Weyden aus der Zeit um 1435. Das Mittelteil eines Triptychons zeigt die Kreuzabnahme und den bärtigen Josef von Arimathia, wie er den Leichnam Christi in einem weißen Tuch umfangen hält.

### Film und Literatur
Zefirellis Film Jesus von Nazareth orientiert sich an der biblischen Rolle Josef von Arimathäas. In den Filmen The Gathering und The Da Vinci Code – Sakrileg wird auf die Legende von der Errichtung der ersten Kirche in England durch Josef von Arimathäa Bezug genommen.
Im Film Die Passion Christi von Mel Gibson wird Josef von Arimathäa als Fürsprecher Jesu Christi im Sanhedrin dargestellt. Weiter wird Josef von Arimathäa im Film Indiana Jones und der letzte Kreuzzug als erster Eigentümer des Grals erwähnt, ebenso im Monty-Python-Film Die Ritter der Kokosnuß.
In der Kurzgeschichte Der Meister von Oscar Wilde begegnet Josef von Arimäthäa einem Jüngling, der dieselben Werke wie Jesus getan hat und nun darunter leidet, nicht wie dieser gekreuzigt worden zu sein.